# Chaetabraeus misellus
Chaetabraeus misellus är en skalbaggsart som först beskrevs av Fahraeus in Boheman 1851.  Chaetabraeus misellus ingår i släktet Chaetabraeus och familjen stumpbaggar. Inga underarter finns listade i Catalogue of Life.